# Ель-Мірадор
Ель-Мірадор (ісп. El Mirador) — руїни міста цивілізації мая в департаменті Петен (Гватемала). З іспанської мови перекладається як «Еркер». У 2007 році уряд Гватемали висунув Ель-Мірадор для включення до списку Світової спадщини ЮНЕСКО.

## Історія
Утворилася в середині докласичного періоду. Надалі значна частина династій держав мая, пов'язували своє виникнення з областю Мірадор. Давній ієрогліфічна емблема перекладається як Кан-Ахау. Втім стародавня назва міста невідома, однією з найбільш імовірних версій є «Кан», тобто «Змія». Надалі цей знак перейняли володарі Канульської держави.
Масштабні розбудови розпочалися в період Мамом (600—300 роки до н. е.). Вважається, що місто було столицею держави в басейні річки Мірадор, одним з центром формування цивілізації мая. Протягом перших століть існування підпорядковувалося місту-державі Накбе. Водночас за результатами археологічних досліджень стало відомо про військові походи, які дозволили мешканцям міста розширити свою владу. Посиленню Ель-Мірадора сприяло вигідне географічне положення й нормальне постачання питною водою.
Найбільше піднесення відбулося у 300 до н. е. — 100 роках н. е. Тоді місто розширило свій вплив на більшу частину Петену. Само населення досягло кількості 100-250 тисяч містян. На думку вчених, Ель-Мірадор протягом 100—10 років до н. е. підкорив міста Накбе, Ла-Муралла, Вакнаб, Ла-Мантека, Тінталь, Шульналь, Вікналь, Чан Кан, Вакна', Паішбан, Наачтун, Дос-Лагунас (загалом близько 30 міст докласичного періоду), з якими зв'язували сакбе 6 м заввишки, 40 м завширшки, 40 км завдовжки. Ель-Мірадор поєднала з Тінталєм гребля у 40 км, що є найдовшою у Месоамериці.
Місто зрештою стало значним науковим та економічним центром. Саме мірадорці одними з перших мая впровадили нові засоби обробки землі і одомашнення культур, що сприяло економічному піднесенню Ель-Мірадора. Упродовж розквіту міста велася торгівля з поселеннями долини Мотагуа, узбережжям Карибського басейну і Тихого океану, Камінальхуйю. Основою торгівлі було м'ясо оленів, індиків, диких свиней, ігуан, черепах, мавп, молюсків, обсидіан, граніт, кварцит, мушлі молюсків, корали, сіль, кераміка, вулканічний попіл. Тут відбувалися перші професійні астрономічні дослідження, про що свідчать виявлені піраміди.
У I ст. н. е. намітилася державна криза, викликана посиленням інших міст басейну Мірадор і посиленим вирубанням лісів для будівництва (для храму середнього рівня потрібно було 400 га лісу). Наприкінці докласичного періоду в місті з'явилися оборонні споруди, що тоді було рідкістю для міст мая. Це, на думку дослідників, свідчить про перехід до захисної тактики. Близько 150 року значна частина мешканців залишило Ель-Мірадор. Зрештою на початку III століття місто було захоплено і знищено ворогами на чолі з Мутульським царством. Останнім місцем бою був головний храм у «Тигровому комплексі».
На початку класичного періоду встановлені в Ель-Мірадорі політичні, економічні релігійні, культурні установи стали основою для формування державних інституцій в Тікалі та Калакмулі, що вважали себе спадкоємцями царів Ель-Мірадора. Звідси походять ідеї гегемонії, «імперії», що стали домінуючими в класичний період. Ель-Мірадор як царство Кан перетворилося на своєрідну легенду мая класичного періоду (вчені порівнюють його з європейською легендою про Камелот).

## Опис
Розташовано у північній частині Гватемали, у басейні річки Мірадор департаменту Петен, на відстані 13 км від руїн Накбе і 8 км від кордону Гватемали з Мексикою, 60 км від Тікаля. Є найбільшим і найдавнішим містом басейну Мірадор. Ель-Мірадор був побудований на краю крутого схилу, який забезпечував захист з півночі і заходу, на сході перебував під захистом боліт.

### Архітектура
Загальна площа становить 26 км². На його території виявлено близько 2000 будов. Архітектуру Ель-Мірадора відносять до «стилю Петен», який започаткувався в саме цьому місті. Після занепаду Ель-Мірадора колишні підлеглі міста продовжили розвивати цей стиль. Значна частина пірамід і храмів має зображення Зміїного володаря.
Основу городища являє собою прямокутний трикутних з 3 великими храмовими комплексами (Ла-Данта, Ель-Тигре, Лос-Монос) у вершинах й Центральним Акрополем.
Центральна площа була у 4 рази більші за відповідну площу в Тікалі. Біля неї виявлено 2 величезні піраміди, з яких найвідомішою є комплекс Ла Данта (Тапір). Назву отримав за те, що навколо швендяли численні групи тапірів.
Її зведено близько 400 року до н. е. Нині вважається наймасивнішою у світі. Є найвищою будовою Доколумбової Америки. Імовірно своєю появою він зобов'язаний цікавому властивості рельєфу: при спостереженні з піраміди Ель-Тигре влітку над вершиною Ла-Данта знаходиться трикутник Марс — Сатурн — Юпітер.
Обстеження показало, що він був побудований поверх природного пагорба, що дозволило стародавнім маянським архітекторам створити ансамбль з терас, пірамід і храмів. Цей комплекс складається з 4 платформ, 3 храмів загальною висотою 24 м. Основу Ла-Данта складає величезна база, яка дорівнює 36 футбольним полям — розміром 330×620 м заввишки 7 м, яка підтримує другу платформу тієї ж висоти площею 7,5 га і піраміду з «тріадою» «Павич». Далі йде третя платформа заввишки 21 м і площею 2,4 га і завершує ще одна храмова «тріада» на трирівневій основі.
Загалом Ла-Данта — заввишки 72 м з об'ємом 2,800.000 м³. Це робить її на 200000 м³ більше за Велику піраміду в Єгипті. За підрахунками для спорудження Ла Данта потрібно було 15 мільйонів людино/днів. На сьогодні розкопана лише верхня частина. Ла-Данта складається з великих і прямокутних блоків, що добре підігнані один до одного на цегляній кладці. Вхід до Ла-Данта здійснювався центральними сходами, що розташовувалися вглиб цієї будови. Їх підтримували масивні маски зі стукко. Нині від них залишилися лише рештки. Частину Ла-Данта становило житло знаті. Наприкінці Ла-Данта перетворилася на суто культовий центр. Радіовуглецевий аналіз довів, що Ла-Данта в останній раз використовували близько 180 року.
Поруч з центральною площею виявлено сотні будов. Основу складає Центральний Акрополь (в Західній групі Ель-Мірадору) заввишки 28 м, де мешкали володарі. У палаці існував Царський басейн, який був частиною гідравліки міста. Акрополь являє собою складний ансамбль з декількох пірамід і довгих «палацових» будівель на 8-метровій платформі-основі розмірами 300×150 м. На площі акрополя були знайдені залишки стел. Вся Західна група, що є ритуально-адміністративним ядром Ель-Мірадора, була укріплена. З півночі і заходу схили височини, на якій вона розташовувалася, були ескарпіровани, а з півдня і сходу центр міста захищала величезна система кам'яно-земляних укріплень. Першу лінію становила стіна загальною довжиною 1270 м, 20 м завширшки і від 4 до 6 м заввишки. З внутрішньої сторони був парапет і розташовувалися довгі прямокутні споруди, які служили сховищами. Вважається, по верху стіни йшов частокіл. Рів 5-6 м шириною і 2,5 м глибиною, виритий уздовж стіни, був другою лінією укріплень.
Далі розташовані 15 храмів, 3 майданчики для гри в м'яч, кілька площ (тут знайдені нефритові та обсидіанові артефакти) і «Група Пума» (акрополь Пума). Вони були вкриті штукатуркою забарвленою червоним пігментом. Цю традицію в подальшою перейняли майстри Тікаля.
Також значним комплексом є «Ель-Тигре» (тріадовий комплекс, що отримав назву від вчених «Тигровий»), що розташовано на площі Ель-Тигре. Має заввишки 55,47 м загальною площею 21,750 м², об'єм — 380 000 м³. Дістав назву за зображення численних ягуарів на стінах (Ель-Мірадор є одним з найбільшим місць поширення ягуарів у Месоамериці), насамперед у вигляді масок при вході. Являє собою масивну піраміду з храмовою тріадою. На півдні розташована Будова 34, яка також є «тріадою». Розкопки на площі комплексу, на північ від Будови 34 засвідчили, що будівництво тут почалося на межі IV—III ст. до н. е. Навколо цього комплексу існували невеличкі будови загальним об'ємом 48 680 м³.
Третім за розміром комплексом є Лос-Монос, що є заввишки 44,2 м. Його база становить 160 000 м³. Розташований на південь від «Тигрового комплексу». Лос-Монос також являє собою тріадовий комплекс. Його було зведено у 3 етапи: перший відбувався на початку середньо-докласичного періоду, 2 і 3 — наприкінці докласичного періоду (близько 100 року до н. е.). Основу складає піраміда заввишки 42 м і об'ємом 305000 м³. Розкопки на нижніх рівнях комплексу Монос в Західній групі виявили існування ранньої споруди, яка датується V—IV століттями до н. е. Це була невисока (1-1,5 м) платформа. Річард Хансен вважає, що в Ель-Мірадорі в цей час вже існувала «Е-група» з Будовою G212 (Leon) і Будовою 5D1-1.
Наприкінці докласичного періоду виник Західний акрополь — політико-адміністративний центр Ель-Мірадора пізнього часу. Східна група починає будуватися пізніше, ніж комплекси «Ель-Тигре» і «Лос-Монос». Східна група являла собою суто ритуальний центр наприкінці існування Ель-Мірадора. На перетині з сакбе, що веде до Східної групі, був побудований спеціальний прохід. У цьому місці дорога звужується і переходить у підйом, а потім у спуск по похилій площині. Загальний обсяг земляних робіт при створенні цієї оборонної системи перевищив 100000 м³.
На 2016 рік виявлено складну мережу сакбе, що складалася з 17 шляхів, які з'єднували Ель-Мірадор з прилеглими центрами на периферії. Кожна дорога досягала завширшки 40 м. Разом вони охоплювали територію в 200 км, на думку дослідників, використовувалися для транспортування товарів.

### Скульптура
Інтерес являє великий фриз завдовжки 3 м і завширшки 4 м, який створено близько 300 року до н. е., що прикрашав Царський басейн. На ньому зображені міфологічні герої-близнюки Хун-Ахпу і Ішбальнке з головою їхнього батька.
На відстані 2 км від церемоніального центру Ель-Мірадор виявлено скульптури з ієрогліфами «Змії».

### Кераміка
Ель-Мірадор був відомий написами на кераміці, що є важливим джерелом з політичної та культурної історії мая. Відомий як один з найбільших центрів з виробництва таких написів.
Кераміка середини докласичного періоду була знайдена під час розкопок ряду домогосподарств на північ від комплексу Ель-Тигре в Західній групі, зокрема в «патіо-групах» А та В.

## Історія досліджень
У 1926 році було виявлено руїни Ель-Мірадора. У 1930 році було проведено дослідження з повітря, здійснене фотографування, зокрема виявили комплекс Ла-Данта, спочатку прийнявши його за вулкан.
У 1962 році Ієн Грехем обстежив руїни і на підставі попереднього аналізу кераміки відніс їх до докласичного періоду. Починаючи з 1978 року, на городищі працювали три різних проєкти американських наукових організацій на чолі із Брюсем Даліном з Католичного університету Америки і Реєм Матені з університету Байана Юнга.
З 1981 року значні дослідження здійснювала група археологів на чолі із Річардом Хансеном з університету Айдахо. За його ініціативою у 2001 році розпочато «Проєкт басейн Мірадор», спрямований на збереження археологічної пам'ятки і довкілля (захист 40 видів тварин, 200 — птахів, 300 — дерев) і водночас стимулювання економічного зростання за рахунок екологічного туризму. Цей проєкт підтримало національне географічне товариство і Фонд Новелла Гватемали, а також Міжамериканський банк розвитку.
У 2002 році археологи домовилися про створення регіональної системи спеціальної охорони культурної спадщини як засобу охорони археологічних об'єктів в межах біосферного заповідника Мая. Тоді ж створено особливу археологічну зону «Мірадор—Ріо-Асуль» загальною площею 242,811 га.
Національним географічним товариством знято фільм «Світанок мая», де розповідається про Ель-Мірадор як найстарішу й найбільшу територію стародавніх мая. Цей фільм у 2005 році був одним з номінантів на премію «Оскар» в категорії документальних фільмів.
У 2008 році на створення Археологічного парку Ель-Мірадор приватні бізнесмени виділили 5 млн доларів. Проєкт почали реалізовувати Р. Хансен та його помічники.